# Desa Sukanagalih (administrativ by i Indonesien, lat -7,22, long 108,17)
Desa Sukanagalih är en administrativ by i Indonesien.   Den ligger i provinsen Jawa Barat, i den västra delen av landet, 180 km sydost om huvudstaden Jakarta.